# Domenico De Angelis

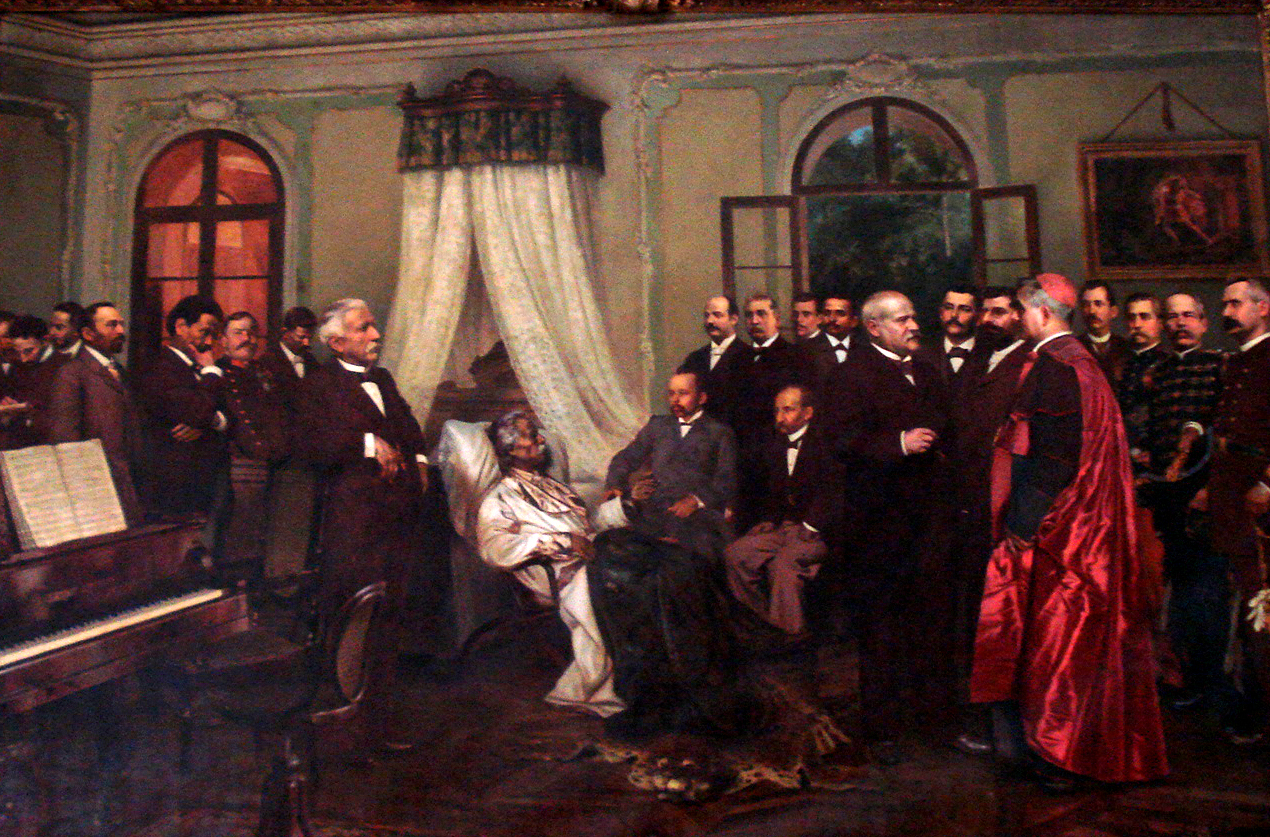
Últimos dias de Carlos Gomes, por Domenico de Angelis e Giovanni Capranesi, Belém, 1899.

Domenico De Angelis (Roma; c.1852 – c.1900) foi um pintor e decorador italiano responsável pela decoração interna dos dois principais e mais conhecidos teatros da região Norte do Brasil, o Teatro Amazonas e o Theatro da Paz. Em Belém do Pará realizou outros diversos trabalhos na cidade. Também foi o escultor do Monumento à Abertura dos Portos, em Manaus.

## Biografia
Domenico migrou para a Amazônia no período áureo da exploração da borracha, para colaboração nas decorações do plano de urbanização e arquitetônico da cidade de Belém.
No período de plena expansão da commodity amazônica, participou da decoração interna do Teatro Nossa Senhora da Paz, na capital do Pará, e em 1891 realizou várias obras, incluindo pinturas sacras dos dez altares laterais da Igreja da Sé de Belém com representações a Sant'Ana, Sagrada Família, São Jerônimo, Nossa Senhora do Rosário e outras divindades e santidades cristãs românicas.
Em 1894, retornou a Belém para o reinício da execução de novos trabalhos na cidade. Em Manaus, parcialmente participou da decoração de alguns dos quartos internos do Teatro Amazonas juntamente com Crispim do Amaral. Entre suas realizações, estão dois panos-de-boca e o foyer do teatro, ambos com inspirações brasileiras.